# 柚木圭也
柚木 圭也（ゆずき けいや、1964年5月11日 - ）は、日本の歌人。

## 経歴
埼玉県生まれ。1986年、短歌を始め、歌誌「短歌人」入会。1993年、作品「フリー」にて、第38回短歌人新人賞受賞。1999年、作品「心音」にて、第44回短歌人賞受賞。2001年から2008年まで、作歌を中断。
2008年、2001年までの作品をまとめた第一歌集『心音（ノイズ）』を刊行、翌年、第15回日本歌人クラブ新人賞受賞。

## 著書
- 歌集『心音（ノイズ）』　本阿弥書店、2008年　ISBN 978-4-7768-0536-6